# Picture Music
Picture Music — четвёртый студийный альбом немецкого композитора и музыканта Клауса Шульце, вышедший в 1975 году.

## Об альбоме
Диск был записан раньше Blackdance (осенью 1973 года), но выпущен было позже него. В 1975 году Шульце впервые стал соло выступать в больших залах (во Франции, где его очень тепло приняли) и столкнулся со страхом перед аудиторией, начиная себя чувствовать комфортно только после финальных аплодисментов.
Альбом сделан в духе мягкой, эмбиентированной space-music. И достаточно много релизов в таком же звучании выходило в рамках классического эмбиента и space-music в 1980-е и 1990-е года. Однако в окружении 1974 года найти аналоги этому релизу и этому звучанию очень сложно. Это настоящий эмбиент до Брайна Ино. Учитывая ссылки на этот альбом и значимость Шульце в электронной среде 1970-х годов, можно предположить, что альбом повлиял на становление стилей space-music и classic ambient.

## Список композиций

### Оригинальное издание
1. «Totem» — 23:45
2. «Mental Door» — 23:00

- Примечание: во французской версии альбома треки изменены местами

### Переиздание 2005 года
1. «Totem» — 23:45
2. «Mental Door» — 23:00
3. «C’est pas la même chose» — 33:00 (бонус-трек, удлинённая версия «Totem»)